# Acid hipuric
Acidul hipuric este un compus organic din clasa acizilor carboxilici. Compusul se regăsește în urină și este format prin combinarea acidului benzoic cu glicina. Nivelele de acid hipuric cresc cu creșterea consumului de compuși fenolici (din surse alimentare precum sucuri de fructe, ceaiuri și vin), fenolii fiind convertiți la acid benzoic, care apoi este transformat la acid hipuric, acesta fiind excretat în urină.

## Obținere
O metodă modernă de sinteză a acidului hipuric presupune o reacție de acilare a glicinei cu clorură de benzoil:

## Proprietăți
Acidul hipuric suferă reacție de hidroliză în mediu alcalin, formând benzoat și glicină.